# La bolgia dei vivi (film 1939)
La bolgia dei vivi (You Can't Get Away with Murder) è un film del 1939, diretto da Lewis Seiler.